# OpenNIC
OpenNIC est un Network Information Center/Serveur racine du DNS qui se pose comme une alternative à l'ICANN.
Comme pour tous les serveurs de système de noms de domaine (DNS) alternatifs, les Domaines de premier niveau (TLD) gérés par OpenNIC ne sont pas par défaut visibles aux internautes. Ceux-ci (ou leur fournisseur d'accès à Internet) doivent ajouter un serveur de noms de domaine (DNS) d'OpenNIC dans leur configuration pour que ces adresses soient résolvables correctement.
Depuis 2006, les serveurs d'OpenNIC peuvent, en plus de leurs propres domaines, résoudre tous les domaines gérés par l'ICANN.

## Historique
Le 1er juin 2000, un article posté sur le site internet kuro5hin.org plaide pour un système de noms de domaine géré démocratiquement. Fin juillet 2000, les serveurs racine d'OpenNIC sont opérationnels et plusieurs nouveaux domaines de premier niveau sont accessibles, ainsi qu'une interconnexion avec ceux gérés par un autre système alternatif appelé AlterNIC (en).
En mars 2001, une interconnexion est faite avec les domaines de premier niveau de Pacific Root[précision nécessaire], puis en septembre 2001 un moteur de recherche spécifiques aux sites présents sur les domaines de premier niveau d'OpenNIC a été annoncé.
OpenNIC a par la suite restructuré son architecture pour améliorer l'extensibilité et éviter les problèmes de type « point unique de défaillance ».
Chaque domaine de premier niveau possède son propre règlement et définit quels types de sites y sont acceptables. De nouveaux domaines de premier niveau peuvent être créés en adressant la demande à OpenNIC.

## Domaines de premier niveau
En 2018, OpenNIC permet l'utilisation des domaines de premier niveau suivants : 
.bbsprévu pour les Bulletin Board Systems
.chandestiné aux imageboards
.dynutilisé pour les pointeurs inverses du système de noms de domaine
.furdestiné aux sites en rapport avec le Furry
.geekprévu pour les sites orientés vers un public geek
.glueArchitecture interne, prévu pour l'administration des serveurs racine et les interconnexions. Les seuls noms de domaine disponibles sur ce domaine de premier niveau sont ceux destinés à la gestion des différents noms de domaine d'OpenNIC
.gophersites utilisant le protocole Gopher
.indymédias et arts indépendants
.libreAnciennement .free, le changement est effectué pour éviter un conflit avec l'ICANN,. Destiné à promouvoir l'utilisation non commerciale d'Internet.
.neodomaine de premier niveau pour une utilisation générale
.nullsites individuels non commerciaux divers
.odomaine de premier niveau pour une utilisation générale
.ossabréviation de (en) Open source software
.ozdestiné aux Australiens et à la culture australienne, il est ouvert à tous
.parodysites non commerciaux à visée parodique
.piratedestiné au partage de fichiers
.cybrelatif au Cyberpunk

## Accès public
Plusieurs méthodes peuvent être utilisées afin d'accéder au réseau OpenNIC :
- Dans la configuration des connexions de son ordinateur, ajouter un ou plusieurs serveurs de résolution de noms de domaine (DNS) dont la liste est donnée sur le site de OpenNIC ;
- utiliser le proxy fourni sur le site de OpenNIC ;
- Installer un greffon pour navigateur qui permet d'utiliser les noms de domaine de OpenNIC mais aussi ceux basés sur des chaînes de blocs comme Namecoin ou Emercoin[7].